# Anna Carin Zidek
Anna Carin Zidek (* 1. April 1973 in Sveg als Anna Carin Helena Cecilia Olofsson) ist eine ehemalige schwedische Biathletin.

## Karriere
Anna Carin Zidek kam im Jahr 2003 zum Biathlon, nachdem sie zuvor als Langläuferin aktiv war und z. B. mit der schwedischen Langlaufstaffel bei den Juniorenweltmeisterschaften 1993 Vizeweltmeisterin geworden war. Die auch unter dem Spitznamen „Aco“ (von ihrem Geburtsnamen „Olofsson“ abgeleitet) bekannte Sportlerin konnte sich schnell in der Weltspitze etablieren. So gewann sie bei den Weltmeisterschaften 2005 in Hochfilzen Silber im Massenstart. Beim Weltcup von Antholz kam sie zuvor mit einem zweiten Platz im 15-km-Einzelrennen erstmals auf das Podium. Im Gesamtweltcup der Saison 2004/05 wurde sie Zehnte.
In der darauf folgenden Saison 2005/06 gewann sie ihre ersten drei Weltcup-Rennen: Anfang Dezember 2005 im Einzel von Hochfilzen sowie eine Woche später in Osrblie im Sprint und in der Verfolgung. Bei den Olympischen Winterspielen 2006 in Turin gewann sie die Silbermedaille im 7,5-km-Sprint und die Goldmedaille im erstmals bei Olympischen Spielen ausgetragenen Massenstartwettbewerb über 12,5 km. Mit diesem Erfolg wurde sie zur ersten schwedischen Olympiasiegerin im Biathlon.
Bei den Weltmeisterschaften 2007 in Antholz holte Zidek zunächst erneut Silber im Sprint, dann Bronze in der Verfolgung und schließlich die Goldmedaille mit der schwedischen Mixed-Staffel.
Trotz ihrer Schwangerschaft nahm sie an den Weltmeisterschaften 2008 in Östersund teil. Grippegeschwächt blieb sie in der Mixed-Staffel aber ohne die erhoffte Medaille, die Weltmeisterschaft sowie die Saison 2007/08 waren ab diesem Zeitpunkt für sie beendet. Bei den Olympischen Winterspielen 2010 war ihr bestes Resultat der vierte Platz in der Verfolgung. Hierbei profitierte sie von einer Zeitgutschrift, da sie verspätet ins Rennen geschickt wurde. Tora Berger, die ursprünglich als Vierte ins Ziel kam, landete deshalb auf Rang 5. Anna Boulygina war als Fünfte im Ziel, wurde aber wie Berger einen Platz zurückgestuft. Mit der Staffel belegte Zidek Rang fünf.
Zidek zählte zu den stärksten Läuferinnen im Weltcup. Sie wurde vom deutschen Trainer Wolfgang Pichler trainiert, anfangs als „Ein-Frau“-Team. Später umfasste der schwedische Kader weitere Athletinnen wie Helena Ekholm, Anna Maria Nilsson und Sofia Domeij.
Mitte Juli 2011 erklärte Zidek ihren Rücktritt vom Leistungssport.

## Persönliches
Zidek brachte am 28. Juni 2008 in Kanada einen Sohn zur Welt. Vater ist Tom Zidek, Cheftechniker des kanadischen Teams, den sie zwei Monate zuvor geheiratet hatte. Nach einer kurzen Pause war sie seit November 2008 wieder im Biathlon-Weltcup unterwegs, zunächst unter dem Doppelnamen Olofsson-Zidek und in der Saison 2010/11 nur noch unter dem Namen ihres Ehemannes.
Zidek war in der Grundschule in derselben Klasse wie die Curling-Olympiasiegerin Anna Le Moine.

## Erfolge
Die Tabelle zeigt alle Platzierungen (je nach Austragungsjahr einschließlich Olympische Spiele und Weltmeisterschaften).
- 1.–3. Platz: Anzahl der Podiumsplatzierungen
- Top 10: Anzahl der Platzierungen unter den ersten zehn (einschließlich Podium)
- Punkteränge: Anzahl der Platzierungen innerhalb der Punkteränge (einschließlich Podium und Top 10)
- Starts: Anzahl gelaufener Rennen in der jeweiligen Disziplin
- Staffel: inklusive Mixed- und Single-Mixed-Staffeln

| Platzierung | Einzel | Sprint | Verfolgung | Massenstart | Staffel | Gesamt |
| ----------- | ------ | ------ | ---------- | ----------- | ------- | ------ |
| 1. Platz    | 2      | 6      | 2          | 2           | 4       | 16     |
| 2. Platz    | 3      | 4      | 2          | 2           | 3       | 14     |
| 3. Platz    |        | 3      | 4          |             | 3       | 10     |
| Top 10      | 14     | 34     | 25         | 12          | 28      | 113    |
| Punkteränge | 23     | 66     | 53         | 30          | 32      | 204    |
| Starts      | 29     | 80     | 62         | 30          | 32      | 233    |